# 王稼祥 (电视剧)
《王稼祥》，又名《厚爱》，中国大陆电视剧，导演王一岩，主演王洛勇、王霙、卢奇、刘劲、秦丽，2014年5月取得发行许可证。

## 剧情
该剧讲述了“王稼祥”1930年从苏联莫斯科中山大学学成归国到1951年卸任中华人民共和国第一任驻苏联大使恢弘壮阔的人生故事。

## 演出
| 演员   | 角色   | 备注 |
| 王洛勇 | 王稼祥 |      |
| 秦丽   | 朱仲丽 |      |
| 王霙   | 毛泽东 |      |
| 卢奇   | 邓小平 |      |
| 刘劲   | 周恩来 |      |
| 严凤琦 | 朱德   |      |
| 杨步亭 | 刘少奇 |      |
| 马崇乐 | 林伯渠 |      |
| 王锋   | 谢觉哉 |      |
| 张琳   | 王明   |      |
| 彭鸿禹 | 小陈   |      |
| 李景秀 | 刘昂   |      |

## 制作
该剧由中国电视艺术家协会、中央新闻纪录电影制片厂、中国文学艺术基金会、安徽京之盾文化传播有限公司一同制作。
2011年4月在北京市开机。
该剧曾在上海市、江西省瑞金市、安徽省、延安市、西柏坡镇、中国东北、莫斯科等地方取景。曾取景的影视基地是八一电影制片厂摄影棚、八一王佐影视基地、怀柔中影基地、横店影视城。